# ويليس هال
ويليس هال (بالإنجليزية: Willis Hall)‏ هو محامي وسياسي أمريكي، ولد في 1 أبريل 1801، وتوفي في 14 يوليو 1868 في نيويورك في الولايات المتحدة. انتخب عضو جمعية ولاية نيويورك.